# Lijst van burgemeesters van Raalte
Dit is een lijst van burgemeesters van de Nederlandse gemeente Raalte in de provincie Overijssel. In 2001 werden de gemeenten Heino en Raalte samengevoegd. De naam van de nieuwe gemeente bleef Raalte.
| Ambtsperiode | Naam burgemeester                     | Partij of stroming | Bijzonderheden |
| ------------ | ------------------------------------- | ------------------ | --- |
| 1811         | Casparus Rensing                      |                    | |
| 1811 - ??    | W. Abraham van der Laen               |                    | |
| 1810 - 1815  | Adriaan Kock                          |                    | |
| 1815 - 1825  | W. Berends                            |                    | |
| 1825 - 1851  | Willem Stolte                         |                    | |
| 1851 - 1881  | mr. Gerhardus Antonius Vos de Wael    |                    | overleed 5 juli 1881 |
| 1881 - 1900  | Hendrikus Nicolaas Osse               |                    | overleed 9 mei 1900 |
| 1900 - 1934  | W.A.P. Kerssemakers                   |                    | |
| 1934 - 1945  | mr. H.M. van der Vijver               |                    | |
| 1945         | ir. J.Th. Everts                      |                    | |
| 1945 - 1971  | Broos (A.J.) Ganzeboom                | KVP                | tot 1947 waarnemend, was waarnemend burgemeester van Diepenveen,                                                                 |
| 1971 - 1998  | drs. Willem M. Zuidwijk               | KVP / CDA          | |
| 1999 - 2000  | Netty A. van den Nieuwboer-Langenkamp | CDA                | waarnemend, werd burgemeester van Losser                                                                                         |
| 2000         | mr. Frans (F.P.M.) Willeme            | CDA                | waarnemend, tevens burgemeester van Denekamp                                                                                     |
| 2001 - 2005  | mr. Joseph August Marie Leo Houben    | CDA                | was burgemeester van Tubbergen, werd burgemeester van Barneveld                                                                  |
| 2005         | mr. Paul Scholten                     | VVD                | waarnemend, oud-burgemeester van Arnhem                                                                                          |
| 2005 - 2006  | C.A.P. Bolhuis                        | CDA                | was waarnemend burgemeester van Losser                                                                                           |
| 2006 - 2008  | Pieter van Veen                       | VVD                | waarnemend, oud-burgemeester van Warnsveld                                                                                       |
| 2008 - 2014  | Pieter Adrianus (Piet) Zoon           | VVD                | was burgemeester van Hattem |
| 2014 - 2023  | Martijn Dadema                        | GroenLinks         | werd gedeputeerde van Overijssel                                                                                                 |
| 2023 - 2024  | Arco Hofland                          | CDA                | waarnemend, oud-burgemeester van Rijssen-Holten                                                                                  |
| 2024 -       | Rob Zuidema                           | VVD                | was directeur-bestuurder van de Zwolse theaters, de overkoepelende organisatie waaronder de theaters De Spiegel en Odeon vallen. |